# Manuel Saturnino da Costa
Manuel Saturnino da Costa, né le 29 novembre 1942 à Bolama et mort le 10 mars 2021 à Bissau, est un homme politique bissau-guinéen.
Il est premier ministre de la Guinée-Bissau du 26 octobre 1994 au 6 juin 1997.

## Biographie
À partir de 1977, il est au ministère des affaires étrangères, en tant qu'ambassadeur à Cuba et en URSS.
Sous la présidence de João Bernardo Vieira, arrivé au pouvoir en 1980 par un coup d' Etat, il devient secrétaire général du PAIGC.
Après la victoire du PAIGC aux élections législatives de 1994, Vieira nomme Saturnino da Costa, alors secrétaire général du PAIGC, premier ministre le 25 octobre 1994. Da Costa forme le 18 novembre un gouvernement presque entièrement composé de membres du PAIGC, bien qu'un poste ait été attribué au mouvement Bafata.
À la suite de l'éviction du président Vieira en mai 1999, da Costa est nommé président par intérim du PAIGC le 12 mai 1999. Francisco Benante est élu pour le remplacer à la présidence du PAIGC en septembre 1999.
Après que Kumba Ialá ait pris ses fonctions de président, da Costa est arrêté, ainsi qu'un autre ancien Premier ministre, Carlos Correia (qui l'a précédé et lui a succédé au poste de Premier ministre), et quatre autres anciens ministres, en février 2000. Il est allégué que deux obligations d'État avaient été émises sans l'approbation du Parlement trois ans auparavant; selon Saturnino da Costa et Correia, qui ont été libérés sous caution, les obligations étaient destinées à fournir des fonds pour le développement national. Il a été acquitté de détournement de fonds en juin 2003.
Lors des élections législatives de novembre 2008, le PAIGC remporte une majorité de 67 sièges sur 100 à l'Assemblée populaire nationale et Saturnino da Costa est élu à un siège en tant que candidat du PAIGC dans la première circonscription, Catio e Como. À la suite de l'élection, il est nommé ministre de la Présidence du Conseil des ministres le 7 janvier 2009.
Saturnino da Costa cherche à être nommé candidat du PAIGC à l'élection présidentielle de juin 2009, mais lors d'un vote le 25 avril 2009, le comité central du PAIGC choisit Malam Bacai Sanhá comme candidat du parti. Il est remplacé dans son poste de ministre de la Présidence du Conseil des ministres et démis du gouvernement le 28 octobre 2009.
Saturnino da Costa est décédé le 10 mars 2021 à Bissau, à l'âge de 78 ans.